# Эфиопские горные вересковые пустоши
Эфиопские горные вересковые пустоши — расположенный в Эфиопии высокогорный экорегион. Занимает всего около 2 % территории Эфиопии, покрывая самые высокие точки густонаселённого Эфиопского нагорья. Статус сохранности региона оценивается как уязвимый.

## Ландшафт и рельеф
Экорегион расположен на вулканических породах третичного возраста. Высота над уровнем моря составляет от 3000 до 4500 м. Самая высокая точка Эфиопского нагорья, Рас-Дашэн, находится в этом экорегионе.

## Климат
Годовое количество осадков варьируется от 2500 мм на юго-западе региона до 1000 мм на севере, где сухой сезон может длиться 10 месяцев. В среднем максимальная годовая температура на самых высоких пиках составляет 6—12 °C, минимальная — 3—10 °C. Заморозки обычны в течение всего года, особенно с ноября по март.
После вулканического периода, закончившегося 4—5 млн лет назад, в регионе последовали серьёзные климатические колебания в плиоцене и плейстоцене.

## Флора и фауна
На самых высоких точках региона чаще всего произрастают кусты и кустарники, такие как Hypericum revolutum. Ниже 3500 м над уровнем моря флора переходит в горные леса и луга. На крутых каменистых склонах растительности очень мало. Встречаются также виды шиповника и первоцвета, что характерно скорее для европейских регионов.
Высокогорность региона вызывает у различных видов растений физиологические адаптации. Гигантизм наблюдается у некоторых видов зверобоя, вереска и лобелии, некоторые многолетние виды развились сухими для противостояния сильным ветрам.
Вся территория экорегиона является центром эндемизма животных. Среди млекопитающих в регионе обитают несколько эндемиков под угрозой уничтожения, например Эфиопский шакал и головастый африканский землекоп (второй также является основной добычей для первого). Среди почти эндемичных млекопитающих встречаются эфиопский козёл, горная ньяла, гелада и ряд грызунов и землероек. Также регион является важным местом обитания птиц, поскольку здесь много воды в виде ручьёв. В горах Бале зимуют большие популяции свиязи, широконосок, а также некоторые угрожаемые виды, такие как большой подорлик, могильник и степная пустельга.
У некоторых животных, также как и у растений, произошли адаптации, к примеру, головастый африканский землекоп адаптировался к ветрам и резким перепадам температур, строя обширные норы.

## Деятельность человека
Одна из главных угроз для экорегиона — чрезмерный выпас скота и ведение сельского хозяйства, в сравнении с другими регионами эти проблемы не так сильно распространены из-за горной местности. Из-за всех этих причин многие виды растений и животных находятся на грани исчезновения.
Главные охраняемые зоны на территории экорегиона — национальные парки Сымен и Горы Бале. Около 2500 человек и 10 500 голов домашнего скота населяют Горы Бале, около 1500 человек населяют Сымен. В последнем случае недавно построенная дорога ещё больше повысила риск антропогенных угроз, Сымен был внесён в Список всемирного наследия, находящегося под угрозой, однако в из-за некоторых улучшений охраны в 2017 году был удалён из списка.